# Desmognathus aeneus
Desmognathus aeneus é um anfíbio caudado da família Plethodontidae. É endémica dos Estados Unidos da América.

## Distribuição
Esta espécie pode ser encontrada na Carolina do Norte, Tennessee, Geórgia e Alabama, nos Estados Unidos da América. Ocorre até aos 1 340 m.

## Ecologia
O seu habitat inclui florestas perto de pequenos riachos, nascentes ou ravinas húmidas, podendo ser encontrada debaixo de material orgânico em decomposição, como folhas ou ramos, fora da época de reprodução.

## Reprodução
As fêmeas depositam os ovos debaixo de musgo ou perto de correntezas. Os ovos não passam pela fase larvar, sendo o seu desenvolvimento, por isso, directo.

## Conservação
Algumas populações desta espécie estão ameaçadas por alterações artificiais do seu habitat, tal como desflorestação ou conversão das florestas nativas em monoculturas de pinheiro.